# Caryomyia thompsoni
Caryomyia thompsoni är en tvåvingeart som först beskrevs av Ephraim Porter Felt 1908.  Caryomyia thompsoni ingår i släktet Caryomyia och familjen gallmyggor. Inga underarter finns listade i Catalogue of Life.